# Monte Harkness
Il Monte Harkness (in lingua inglese: Mount Harkness) è una montagna antartica, alta 1.900 m, situata 3 km a sud degli Organ Pipe Peaks e che forma parte della parete orientale del Ghiacciaio Scott, nei Monti della Regina Maud, in Antartide.   
Fu scoperto nel dicembre 1934 dal gruppo geologico guidato da Quin Blackburn, che faceva parte della seconda spedizione antartica (1933-35) dall'esploratore polare statunitense Byrd.
La denominazione fu assegnata dallo stesso Byrd in onore di Bruce Harknessm(1908-1933), amico da poco defunto di Richard S. Russell, Jr. (1908-1984), uno dei membri del gruppo geologico della spedizione.